# Saint-Loup, Manche

Saint-Loup este o comună în departamentul Manche, Franța. În 1 ianuarie 2022 avea o populație de 678 de locuitori.